# Eugenio Sangregorio
Eugenio Sangregorio (Belvedere Marittimo, 2 de marzo de 1939) es un político italo argentino, diputado de la República Italiana desde 2018 y líder de la Unión Sudamericana Emigrantes Italianos (USEI).

## Biografía
Nacido en 1939 en Belvedere Marittimo, en 1957 emigró a Argentina, a San Isidro; es empresario en la rama inmobiliaria.

### Actividad política
En 1987 entró a la política y fundó el Movimiento Italo argentino de Participación Cívica para las elecciones argentinas y en 2006 la Unión Sudamericana Emigrantes Italianos (USEI).
En las elecciones generales de Italia de 2018 fue elegido para la Cámara de Diputados por la circunscripción América Meridional por la Unión Sudamericana Emigrantes Italianos, en virtud de 35.900 preferencias personales.
En la Cámara se une al grupo mixto "Nosotros con Italia–USEI" (en italiano: Noi con l'Italia-USEI).
Es el diputado más anciano de la XVIII legislatura.